# Bank Mendes Gans

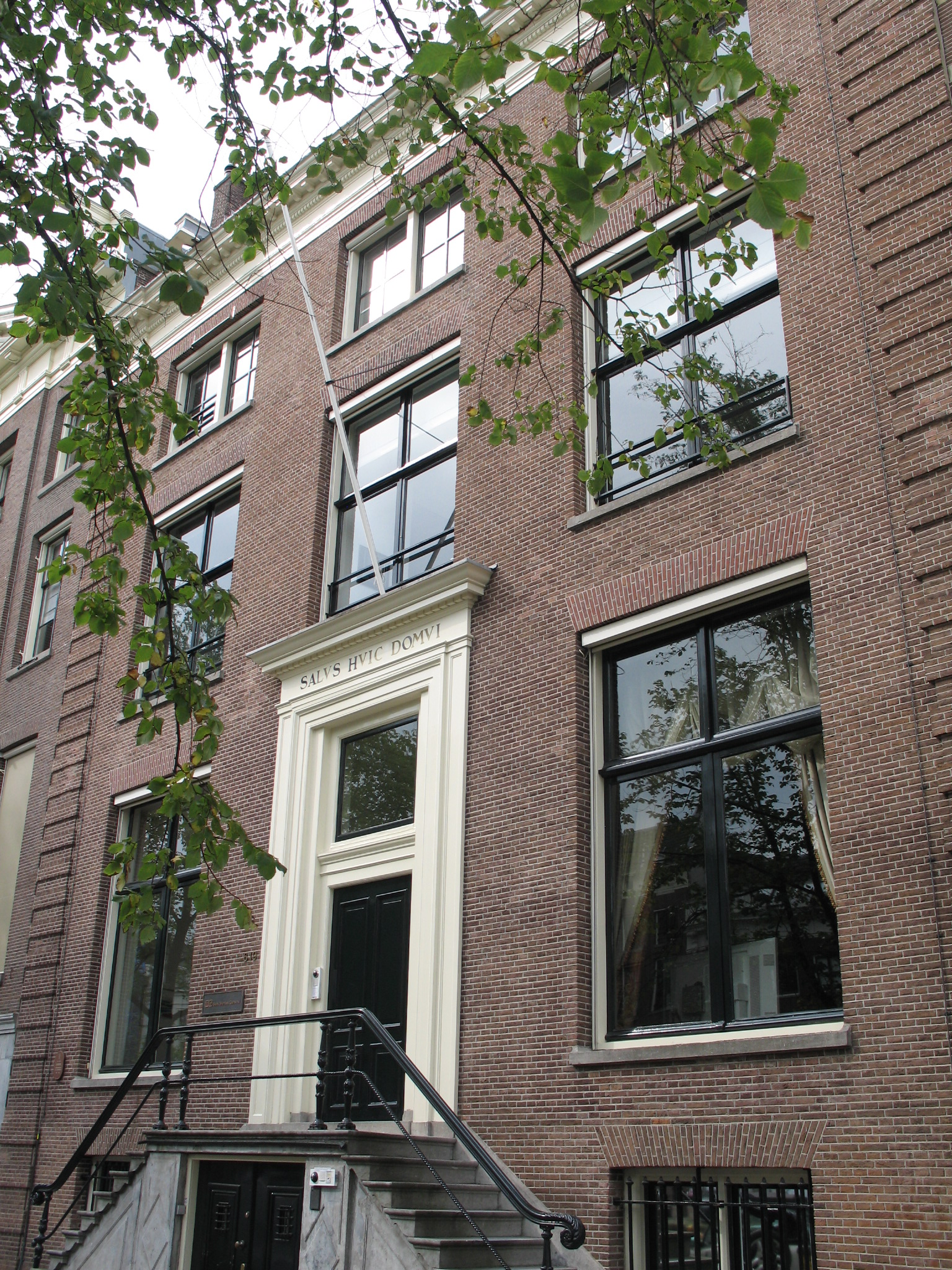
Bank Mendes Gans

Bank Mendes Gans is een Nederlandse bank, opgericht in 1883 en gevestigd in Amsterdam. Het instituut is actief als internationale cashmanagementbank.

## Profiel
Bank Mendes Gans (BMG), onderdeel van de ING Groep, is wereldwijd bekend als nichespeler voor dienstverlening op het gebied van liquiditeitenbeheer en informatiemanagement voor multinationals. Het bedrijf is een van de belangrijkste specialisten ter wereld op het gebied van cashmanagement.

## Historie
Toen de in Amsterdam geboren Julius Gans in 1883 zijn makelaarskantoor Gans & Co. in Amsterdam oprichtte, handelde hij voornamelijk in buitenlandse effecten, wissels en coupons. Zes jaar later, op 23 mei 1889, trad Isaak Mendes (van Joods-Portugese afkomst) toe als zijn partner. Kort daarna werd de bedrijfsnaam veranderd in Mendes Gans & Co. In 1911 veranderde Mendes Gans van een effectenbedrijf in een bank (banklicentie van De Nederlandsche Bank), met als doel de uitoefening van het bankbedrijf in de breedste zin van het woord. De kernactiviteiten bestonden hoofdzakelijk uit het beheren van beleggingsportefeuilles van welgestelde Nederlanders.

Na de Eerste Wereldoorlog verhuisde de bank naar Herengracht 619, een statig pand, in 1667 gebouwd in opdracht van de Amsterdamse burgemeester Jan Six en ontworpen door de architect Adriaen Dortsman. De bank is hier nog steeds gevestigd.

Onder leiding van het Amerikaanse bedrijf en aandeelhouder Dow Chemical richtte Bank Mendes Gans zich in de jaren zestig op cashmanagement. Dit leidde uiteindelijk, na het afstoten van het effectenbedrijf aan moeder ING, tot de verdere specialisatie als cashmanagementbank.

## Isaak Mendes en Julius Gans
Door de Nazi-bezetting vluchtte Isaak Mendes in de meidagen van 1940 naar Zuid-Frankrijk, waar hij voor het einde van de oorlog op 70-jarige leeftijd in armoede stierf. Partner en medeoprichter Julius Gans was reeds in 1928 op 65-jarige leeftijd overleden.

## Aandeelhouder ING Bank N.V.
Door grootaandeelhouders Philips Finance Company, Manufacturers Hanover Trust (het huidige JP Morgan Chase) en Dow Chemical geleidelijk uit te kopen kreeg ING Bank N.V. gefaseerd 97 procent van de aandelen Bank Mendes Gans in handen. Begin 2000 werd besloten om de notering van Bank Mendes Gans aan de AEX-Effectenbeurs (Euronext Amsterdam) op 1 februari 2000 te staken. Daarmee verloor de Amsterdamse beurs niet alleen een van zijn duurste fondsen - ooit stonden de aandelen boven de twintigduizend gulden - maar ook een van de oudste fondsen. In 2008 verkreeg ING de laatste aandelen van BMG en werd daarmee enig aandeelhouder.